# Palmarès des championnats du monde de patinage artistique
La liste des médailles d'or aux Championnats du monde de patinage artistique depuis 1896.

## Vainqueurs par discipline
| Date      | Lieu                                                      | Messieurs | Dames | Couples | Danse |
| --------- | --------------------------------------------------------- | --- | --- | --- | --- |
| 1896      | Saint-Pétersbourg                                         | Gilbert Fuchs | Pas de championnat avant 1906 | Pas de championnat avant 1908 | Pas de championnat avant 1952 |
| 1897      | Stockholm                                                 | Gustav Hügel | - | - | - |
| 1898      | Londres                                                   | Henning Grenander | - | - | - |
| 1899      | Davos                                                     | Gustav Hügel | - | - | - |
| 1900      | Davos                                                     | Gustav Hügel | - | - | - |
| 1901      | Stockholm                                                 | Ulrich Salchow | - | - | - |
| 1902      | Londres                                                   | Ulrich Salchow | - | - | - |
| 1903      | Saint-Pétersbourg                                         | Ulrich Salchow | - | - | - |
| 1904      | Berlin                                                    | Ulrich Salchow | - | - | - |
| 1905      | Stockholm                                                 | Ulrich Salchow | - | - | - |
| 1906      | Munich Davos                                              | Gilbert Fuchs | Madge Syers | - | - |
| 1907      | Vienne                                                    | Ulrich Salchow | Madge Syers | - | - |
| 1908      | Troppau Saint-Pétersbourg                                 | Ulrich Salchow | Lily Kronberger | Anna Hübler/Heinrich Burger | - |
| 1909      | Stockholm Budapest                                        | Ulrich Salchow | Lily Kronberger | Phyllis Johnson/James H. Johnson | - |
| 1910      | Davos Berlin                                              | Ulrich Salchow | Lily Kronberger | Anna Hübler/Heinrich Burger | - |
| 1911      | Berlin Vienne                                             | Ulrich Salchow | Lily Kronberger | Ludowika Eilers/Walter Jakobsson | - |
| 1912      | Manchester Davos                                          | Fritz Kachler | Opika von Méray Horváth | Phyllis Johnson/James H. Johnson | - |
| 1913      | Vienne Stockholm                                          | Fritz Kachler | Opika von Méray Horváth | Helene Engelmann/Karl Mejstrik | - |
| 1914      | Helsinki Saint-Moritz                                     | Gösta Sandahl | Opika von Méray Horváth | Ludowika Jakobsson/Walter Jakobsson | - |
| 1915-1921 | Pas de championnat à cause de la Première Guerre mondiale | Pas de championnat à cause de la Première Guerre mondiale                                                                                   | Pas de championnat à cause de la Première Guerre mondiale                                                                                   | Pas de championnat à cause de la Première Guerre mondiale                                                                                   | Pas de championnat à cause de la Première Guerre mondiale                                                                                   |
| 1922      | Stockholm Davos                                           | Gillis Grafström | Herma Szabo | Helene Engelmann/Alfred Berger | - |
| 1923      | Vienne Christiania                                        | Fritz Kachler | Herma Szabo | Ludowika Jakobsson/Walter Jakobsson | - |
| 1924      | Manchester Christiania                                    | Gillis Grafström | Herma Szabo | Helene Engelmann/Alfred Berger | - |
| 1925      | Vienne Davos                                              | Willy Böckl | Herma Szabo | Herma Szabo/Ludwig Wrede | - |
| 1926      | Berlin Stockholm                                          | Willy Böckl | Herma Szabo | Andrée Joly/Pierre Brunet | - |
| 1927      | Davos Oslo Vienne                                         | Willy Böckl | Sonja Henie | Herma Szabo/Ludwig Wrede | - |
| 1928      | Berlin Londres                                            | Willy Böckl | Sonja Henie | Andrée Joly/Pierre Brunet | - |
| 1929      | Londres Budapest                                          | Gillis Grafström | Sonja Henie | Lilly Scholz/Otto Kaiser | - |
| 1930      | New York                                                  | Karl Schäfer | Sonja Henie | Andrée Brunet/Pierre Brunet | - |
| 1931      | Berlin                                                    | Karl Schäfer | Sonja Henie | Emilia Rotter/Laszlo Szollas | - |
| 1932      | Montréal                                                  | Karl Schäfer | Sonja Henie | Andrée Brunet/Pierre Brunet | - |
| 1933      | Zurich Stockholm                                          | Karl Schäfer | Sonja Henie | Emilia Rotter/Laszlo Szollas | - |
| 1934      | Stockholm Oslo Helsinki                                   | Karl Schäfer | Sonja Henie | Emilia Rotter/Laszlo Szollas | - |
| 1935      | Budapest Vienne                                           | Karl Schäfer | Sonja Henie | Emilia Rotter/Laszlo Szollas | - |
| 1936      | Paris                                                     | Karl Schäfer | Sonja Henie | Maxi Herber/Ernst Baier | - |
| 1937      | Vienne Londres                                            | Felix Kaspar | Cecilia Colledge | Maxi Herber/Ernst Baier | - |
| 1938      | Berlin Stockholm                                          | Felix Kaspar | Megan Taylor | Maxi Herber/Ernst Baier | - |
| 1939      | Budapest Prague                                           | Graham Sharp | Megan Taylor | Maxi Herber/Ernst Baier | - |
| 1940-1946 | Pas de championnat à cause de la Seconde Guerre mondiale  | Pas de championnat à cause de la Seconde Guerre mondiale                                                                                    | Pas de championnat à cause de la Seconde Guerre mondiale                                                                                    | Pas de championnat à cause de la Seconde Guerre mondiale                                                                                    | Pas de championnat à cause de la Seconde Guerre mondiale                                                                                    |
| 1947      | Stockholm                                                 | Hans Gerschwiler | Barbara Ann Scott | Micheline Lannoy/Pierre Baugniet | - |
| 1948      | Davos                                                     | Richard Button | Barbara Ann Scott | Micheline Lannoy/Pierre Baugniet | - |
| 1949      | Paris                                                     | Richard Button | Alena Vrzáňová | Andrea Kékessy/Ede Király | - |
| 1950      | Londres                                                   | Richard Button | Alena Vrzáňová | Karol Kennedy/Peter Kennedy | - |
| 1951      | Milan                                                     | Richard Button | Jeannette Altwegg | Ria Baran/Paul Falk | - |
| 1952      | Paris                                                     | Richard Button | Jacqueline du Bief | Ria Baran/Paul Falk | Jean Westwood/Lawrence Demmy |
| 1953      | Davos                                                     | Hayes Alan Jenkins | Tenley Albright | Jennifer Nicks/John Nicks | Jean Westwood/Lawrence Demmy |
| 1954      | Oslo                                                      | Hayes Alan Jenkins | Gundi Busch | Frances Dafoe/Norris Bowden | Jean Westwood/Lawrence Demmy |
| 1955      | Vienne                                                    | Hayes Alan Jenkins | Tenley Albright | Frances Dafoe/Norris Bowden | Jean Westwood/Lawrence Demmy |
| 1956      | Garmisch-Partenkirchen                                    | Hayes Alan Jenkins | Carol Heiss | Elisabeth Schwarz/Kurt Oppelt | Pamela Weight/Paul Thomas |
| 1957      | Colorado Springs                                          | David Jenkins | Carol Heiss | Barbara Wagner/Robert Paul | June Markham/Courtney Jones |
| 1958      | Paris                                                     | David Jenkins | Carol Heiss | Barbara Wagner/Robert Paul | June Markham/Courtney Jones |
| 1959      | Colorado Springs                                          | David Jenkins | Carol Heiss | Barbara Wagner/Robert Paul | Doreen Denny/Courtney Jones |
| 1960      | Vancouver                                                 | Alain Giletti | Carol Heiss | Barbara Wagner/Robert Paul | Doreen Denny/Courtney Jones |
| 1961      | Prague                                                    | Annulation des championnats à la suite de la tragique disparition de l'équipe américaine lors de la catastrophe aérienne du vol 548 Sabena. | Annulation des championnats à la suite de la tragique disparition de l'équipe américaine lors de la catastrophe aérienne du vol 548 Sabena. | Annulation des championnats à la suite de la tragique disparition de l'équipe américaine lors de la catastrophe aérienne du vol 548 Sabena. | Annulation des championnats à la suite de la tragique disparition de l'équipe américaine lors de la catastrophe aérienne du vol 548 Sabena. |
| 1962      | Prague                                                    | Donald Jackson | Sjoukje Dijkstra | Maria Jelinek/Otto Jelinek | Eva Romanova/Pavel Roman |
| 1963      | Cortina d'Ampezzo                                         | Donald McPherson | Sjoukje Dijkstra | Marika Kilius/Hans-Jürgen Bäumler | Eva Romanova/Pavel Roman |
| 1964      | Dortmund                                                  | Manfred Schnelldorfer | Sjoukje Dijkstra | Marika Kilius/Hans-Jürgen Bäumler | Eva Romanova/Pavel Roman |
| 1965      | Colorado Springs                                          | Alain Calmat | Petra Burka | Ludmila Belousova/Oleg Protopopov | Eva Romanova/Pavel Roman |
| 1966      | Davos                                                     | Emmerich Danzer | Peggy Fleming | Ludmila Belousova/Oleg Protopopov | Diane Towler/Bernard Ford |
| 1967      | Vienne                                                    | Emmerich Danzer | Peggy Fleming | Ludmila Belousova/Oleg Protopopov | Diane Towler/Bernard Ford |
| 1968      | Genève                                                    | Emmerich Danzer | Peggy Fleming | Ludmila Belousova/Oleg Protopopov | Diane Towler/Bernard Ford |
| 1969      | Colorado Springs                                          | Tim Wood | Gabriele Seyfert | Irina Rodnina/Alexeï Oulanov | Diane Towler/Bernard Ford |
| 1970      | Ljubljana                                                 | Tim Wood | Gabriele Seyfert | Irina Rodnina/Alexeï Oulanov | Lioudmila Pakhomova/Alexandr Gorshkov |
| 1971      | Lyon                                                      | Ondrej Nepela | Beatrix Schuba | Irina Rodnina/Alexeï Oulanov | Lioudmila Pakhomova/Alexandr Gorshkov |
| 1972      | Calgary                                                   | Ondrej Nepela | Beatrix Schuba | Irina Rodnina/Alexeï Oulanov | Lioudmila Pakhomova/Alexandr Gorshkov |
| 1973      | Bratislava                                                | Ondrej Nepela | Karen Magnussen | Irina Rodnina/Aleksandr Zaïtsev | Lioudmila Pakhomova/Alexandr Gorshkov |
| 1974      | Munich                                                    | Jan Hoffmann | Christine Errath | Irina Rodnina/Aleksandr Zaïtsev | Lioudmila Pakhomova/Alexandr Gorshkov |
| 1975      | Colorado Springs                                          | Sergueï Volkov | Diane De Leeuw | Irina Rodnina/Aleksandr Zaïtsev | Irina Moïsseïeva/Andrei Minenkov |
| 1976      | Göteborg                                                  | John Curry | Dorothy Hamill | Irina Rodnina/Aleksandr Zaïtsev | Lioudmila Pakhomova/Alexandr Gorshkov |
| 1977      | Tokyo                                                     | Vladimir Kovalev | Linda Fratianne | Irina Rodnina/Aleksandr Zaïtsev | Irina Moïsseïeva/Andrei Minenkov |
| 1978      | Ottawa                                                    | Charles Tickner | Annett Poetzsch | Irina Rodnina/Aleksandr Zaïtsev | Natalia Linitchouk/Guennadi Karponossov |
| 1979      | Vienne                                                    | Vladimir Kovalev | Linda Fratianne | Tai Reina Babilonia/Randy Gardner | Natalia Linitchouk/Guennadi Karponossov |
| 1980      | Dortmund                                                  | Jan Hoffmann | Annett Poetzsch | Marina Cherkasova/Sergey Shakray | Krisztina Regöczy/Andras Sallay |
| 1981      | Hartford                                                  | Scott Hamilton | Denise Biellmann | Irina Vorobieva/Igor Lisovski | Jayne Torvill/Christopher Dean |
| 1982      | Copenhague                                                | Scott Hamilton | Elaine Zayak | Sabine Baeß/Tassilo Thierbach | Jayne Torvill/Christopher Dean |
| 1983      | Helsinki                                                  | Scott Hamilton | Rosalynn Sumners | Ielena Valova/Oleg Vassiliev | Jayne Torvill/Christopher Dean |
| 1984      | Ottawa                                                    | Scott Hamilton | Katarina Witt | Barbara Underhill/Paul Martini | Jayne Torvill/Christopher Dean |
| 1985      | Tokyo                                                     | Alexander Fadeev | Katarina Witt | Ielena Valova/Oleg Vassiliev | Natalia Bestemianova/Andreï Boukine |
| 1986      | Genève                                                    | Brian Boitano | Debi Thomas | Ekaterina Gordeeva/Sergueï Grinkov | Natalia Bestemianova/Andreï Boukine |
| 1987      | Cincinnati                                                | Brian Orser | Katarina Witt | Ekaterina Gordeeva/Sergueï Grinkov | Natalia Bestemianova/Andreï Boukine |
| 1988      | Budapest                                                  | Brian Boitano | Katarina Witt | Ielena Valova/Oleg Vassiliev | Natalia Bestemianova/Andreï Boukine |
| 1989      | Paris                                                     | Kurt Browning | Midori Ito | Ekaterina Gordeeva/Sergueï Grinkov | Marina Klimova/Sergueï Ponomarenko |
| 1990      | Halifax                                                   | Kurt Browning | Jill Trenary | Ekaterina Gordeeva/Sergueï Grinkov | Marina Klimova/Sergueï Ponomarenko |
| 1991      | Munich                                                    | Kurt Browning | Kristi Yamaguchi | Natalia Mishkuteniok/Artur Dmitriev | Isabelle Duchesnay/Paul Duchesnay |
| 1992      | Oakland                                                   | Viktor Petrenko | Kristi Yamaguchi | Natalia Mishkuteniok/Artur Dmitriev | Marina Klimova/Sergueï Ponomarenko |
| 1993      | Prague                                                    | Kurt Browning | Oksana Baiul | Isabelle Brasseur/Lloyd Eisler | Maïa Oussova/Alexandre Jouline |
| 1994      | Chiba                                                     | Elvis Stojko | Yuka Sato | Evgenia Shishkova/Vadim Naumov | Oksana Grichtchouk / Ievgueni Platov |
| 1995      | Birmingham                                                | Elvis Stojko | Chen Lu | Radka Kovaříková/Rene Novotny | Oksana Grichtchouk / Ievgueni Platov |
| 1996      | Edmonton                                                  | Todd Eldredge | Michelle Kwan | Marina Eltsova/Andrei Bushkov | Oksana Grichtchouk / Ievgueni Platov |
| 1997      | Lausanne                                                  | Elvis Stojko | Tara Lipinski | Mandy Wötzel/Ingo Steuer | Oksana Grichtchouk / Ievgueni Platov |
| 1998      | Minneapolis                                               | Aleksey Yagudin | Michelle Kwan | Elena Berejnaïa/Anton Sikharulidze | Anzhelika Krylova/Oleg Ovsiannikov |
| 1999      | Helsinki                                                  | Aleksey Yagudin | Maria Butyrskaya | Elena Berejnaïa/Anton Sikharulidze | Anzhelika Krylova/Oleg Ovsiannikov |
| 2000      | Nice                                                      | Aleksey Yagudin | Michelle Kwan | Maria Petrova/Aleksey Tikhonov | Marina Anissina/Gwendal Peizerat |
| 2001      | Vancouver                                                 | Evgeni Plushenko | Michelle Kwan | Jamie Salé/David Pelletier | Barbara Fusar-Poli/Maurizio Margaglio |
| 2002      | Nagano                                                    | Aleksey Yagudin | Irina Sloutskaïa | Shen Xue/Zhao Hongbo | Irina Lobatcheva/Ilia Averboukh |
| 2003      | Washington                                                | Evgeni Plushenko | Michelle Kwan | Shen Xue/Zhao Hongbo | Shae-Lynn Bourne/Victor Kraatz |
| 2004      | Dortmund                                                  | Evgeni Plushenko | Shizuka Arakawa | Tatiana Totmianina/Maksim Marinin | Tatiana Navka/Roman Kostomarov |
| 2005      | Moscou                                                    | Stéphane Lambiel | Irina Sloutskaïa | Tatiana Totmianina/Maksim Marinin | Tatiana Navka/Roman Kostomarov |
| 2006      | Calgary                                                   | Stéphane Lambiel | Kimmie Meissner | Qing Pang/Jian Tong | Albena Denkova/Maxim Staviski |
| 2007      | Tokyo                                                     | Brian Joubert | Miki Andō | Shen Xue/Zhao Hongbo | Albena Denkova/Maxim Staviski |
| 2008      | Göteborg                                                  | Jeffrey Buttle | Mao Asada | Aljona Savchenko/Robin Szolkowy | Isabelle Delobel/Olivier Schoenfelder |
| 2009      | Los Angeles                                               | Evan Lysacek | Kim Yuna | Aljona Savchenko/Robin Szolkowy | Oksana Domnina/Maksim Chabaline |
| 2010      | Turin                                                     | Daisuke Takahashi | Mao Asada | Qing Pang/Jian Tong | Tessa Virtue/Scott Moir |
| 2011      | Moscou                                                    | Patrick Chan | Miki Andō | Aljona Savchenko/Robin Szolkowy | Meryl Davis/Charlie White |
| 2012      | Nice                                                      | Patrick Chan | Carolina Kostner | Aljona Savchenko/Robin Szolkowy | Tessa Virtue/Scott Moir |
| 2013      | London                                                    | Patrick Chan | Kim Yuna | Tatiana Volosozhar/Maksim Trankov | Meryl Davis/Charlie White |
| 2014      | Saitama                                                   | Yuzuru Hanyu | Mao Asada | Aljona Savchenko/Robin Szolkowy | Anna Cappellini/Luca Lanotte |
| 2015      | Shanghai                                                  | Javier Fernández | Elizaveta Tuktamysheva | Meagan Duhamel/Eric Radford | Gabriella Papadakis/Guillaume Cizeron |
| 2016      | Boston                                                    | Javier Fernández | Ievguenia Medvedeva | Meagan Duhamel/Eric Radford | Gabriella Papadakis/Guillaume Cizeron |
| 2017      | Helsinki                                                  | Yuzuru Hanyu | Ievguenia Medvedeva | Sui Wenjing/Han Cong | Tessa Virtue/Scott Moir |
| 2018      | Milan                                                     | Nathan Chen | Kaetlyn Osmond | Aljona Savchenko/Bruno Massot | Gabriella Papadakis/Guillaume Cizeron |
| 2019      | Saitama                                                   | Nathan Chen | Alina Zagitova | Sui Wenjing/Han Cong | Gabriella Papadakis/Guillaume Cizeron |
| 2020      | Montréal                                                  | Annulation des championnats à la suite de la pandémie de Covid-19                                                                           | Annulation des championnats à la suite de la pandémie de Covid-19                                                                           | Annulation des championnats à la suite de la pandémie de Covid-19                                                                           | Annulation des championnats à la suite de la pandémie de Covid-19                                                                           |
| 2021      | Stockholm                                                 | Nathan Chen | Anna Chtcherbakova | Anastasia Mishina/Aleksandr Galliamov | Victoria Sinitsina/Nikita Katsalapov |
| 2022      | Montpellier                                               | Shōma Uno | Kaori Sakamoto | Alexa Scimeca Knierim / Brandon Frazier | Gabriella Papadakis/Guillaume Cizeron |
| 2023      | Saitama                                                   | Shōma Uno | Kaori Sakamoto | Riku Miura / Ryuichi Kihara | Madison Chock / Evan Bates |
| 2024      | Montréal                                                  | Ilia Malinin | Kaori Sakamoto | Deanna Stellato-Dudek / Maxime Deschamps | Madison Chock / Evan Bates |
| 2025      | Boston                                                    | Ilia Malinin | Alysa Liu | Riku Miura / Ryuichi Kihara | Madison Chock / Evan Bates |
| 2026      | Prague                                                    | | | | |
| 2027      | Tampere                                                   | | | | |

## Records
Les records sont ici pour les champions ayant été au moins 4 fois champion du monde.

### Messieurs
| Patineurs          | Pays       | Nombre de titres | Années                                                     |
| ------------------ | ---------- | ---------------- | ---------------------------------------------------------- |
| Ulrich Salchow     | Suède      | 10               | 1901, 1902, 1903, 1904, 1905, 1907, 1908, 1909, 1910, 1911 |
| Karl Schäfer       | Autriche   | 7                | 1930, 1931, 1932, 1933, 1934, 1935, 1936                   |
| Richard Button     | États-Unis | 5                | 1948, 1949, 1950, 1951, 1952                               |
| Willy Böckl        | Autriche   | 4                | 1925, 1926, 1927, 1928                                     |
| Hayes Alan Jenkins | États-Unis | 4                | 1953, 1954, 1955, 1956                                     |
| Scott Hamilton     | États-Unis | 4                | 1981, 1982, 1983, 1984                                     |
| Kurt Browning      | Canada     | 4                | 1989, 1990, 1991, 1993                                     |
| Aleksey Yagudin    | Russie     | 4                | 1998, 1999, 2000, 2002                                     |

### Dames
| Patineuses      | Pays               | Nombre de titres | Années                                                     |
| --------------- | ------------------ | ---------------- | ---------------------------------------------------------- |
| Sonja Henie     | Norvège            | 10               | 1927, 1928, 1929, 1930, 1931, 1932, 1933, 1934, 1935, 1936 |
| Herma Szabo     | Autriche           | 5                | 1922, 1923, 1924, 1925, 1926                               |
| Carol Heiss     | États-Unis         | 5                | 1956, 1957, 1958, 1959, 1960                               |
| Michelle Kwan   | États-Unis         | 5                | 1996, 1998, 2000, 2001, 2003                               |
| Lily Kronberger | Hongrie            | 4                | 1908, 1909, 1910, 1911                                     |
| Katarina Witt   | Allemagne de l'Est | 4                | 1984, 1985, 1987, 1988                                     |

### Couples
| Patineurs                             | Pays             | Nombre de titres | Années |
| ------------------------------------- | ---------------- | ---------------- | --- |
| Irina Rodnina                         | Union soviétique | 10               | Avec 2 partenaires : Alexeï Oulanov (1969, 1970, 1971, 1972) et Aleksandr Zaïtsev (1973, 1974, 1975, 1976, 1977, 1978) |
| Aljona Savchenko                      | Allemagne        | 6                | Avec 2 partenaires : Robin Szolkowy (2008, 2009, 2011, 2012, 2014) et Bruno Massot (2018)                              |
| Andrée Joly et Pierre Brunet          | France           | 4                | 1926, 1928, 1930, 1932                                                                                                 |
| Emilia Rotter et Laszlo Szollas       | Hongrie          | 4                | 1931, 1933, 1934, 1935                                                                                                 |
| Maxi Herber et Ernst Baier            | Allemagne        | 4                | 1936, 1937, 1938, 1939                                                                                                 |
| Barbara Wagner et Robert Paul         | Canada           | 4                | 1957, 1958, 1959, 1960                                                                                                 |
| Ludmila Belousova et Oleg Protopopov  | Union soviétique | 4                | 1965, 1966, 1967, 1968                                                                                                 |
| Ekaterina Gordeeva et Sergueï Grinkov | Union soviétique | 4                | 1986, 1987, 1989, 1990                                                                                                 |

### Danse sur glace
| Patineurs                                | Pays             | Nombre de titres | Années                             |
| ---------------------------------------- | ---------------- | ---------------- | ---------------------------------- |
| Lioudmila Pakhomova et Alexandr Gorshkov | Union soviétique | 6                | 1970, 1971, 1972, 1973, 1974, 1976 |
| Gabriella Papadakis et Guillaume Cizeron | France           | 5                | 2015, 2016, 2018, 2019, 2022       |
| Jean Westwood et Lawrence Demmy          | Royaume-Uni      | 4                | 1952, 1953, 1954, 1955             |
| June Markham et Courtney Jones           | Royaume-Uni      | 4                | 1957, 1958, 1959, 1960             |
| Eva Romanova et Pavel Roman              | Tchécoslovaquie  | 4                | 1962, 1963, 1964, 1965             |
| Diane Towler et Bernard Ford             | Royaume-Uni      | 4                | 1966, 1967, 1968, 1969             |
| Jayne Torvill et Christopher Dean        | Royaume-Uni      | 4                | 1981, 1982, 1983, 1984             |
| Natalia Bestemianova et Andreï Boukine   | Union soviétique | 4                | 1985, 1986, 1987, 1988             |
| Oksana Grichtchouk / Ievgueni Platov     | Russie           | 4                | 1994, 1995, 1996, 1997             |

## Tableau des médailles
(au 27 mars 2022)

### Messieurs
| Rang | Nation                            | Or | Argent | Bronze | Total |
| ---- | --------------------------------- | -- | ------ | ------ | ----- |
| 1    | États-Unis                        | 26 | 21     | 20     | 67    |
| 2    | Autriche                          | 22 | 16     | 15     | 53    |
| 3    | Suède                             | 15 | 4      | 3      | 22    |
| 4    | Canada                            | 14 | 13     | 6      | 33    |
| 5    | Russie                            | 7  | 4      | 6      | 17    |
| 6    | Japon                             | 4  | 11     | 5      | 20    |
| 7    | Union soviétique                  | 4  | 7      | 7      | 18    |
| 8    | France                            | 3  | 7      | 9      | 19    |
| 9    | Tchécoslovaquie                   | 3  | 3      | 1      | 7     |
| 10   | Suisse                            | 3  | 1      | 2      | 6     |
| 11   | Allemagne                         | 2  | 9      | 9      | 20    |
| 12   | Royaume-Uni                       | 2  | 8      | 5      | 15    |
| 13   | Allemagne de l'Est                | 2  | 2      | 4      | 8     |
| 14   | Espagne                           | 2  | 0      | 2      | 4     |
| 15   | Allemagne de l'Ouest              | 1  | 2      | 1      | 4     |
| 16   | Communauté des États indépendants | 1  | 0      | 0      | 1     |
| 17   | Hongrie                           | 0  | 2      | 6      | 8     |
| 18   | Kazakhstan                        | 0  | 1      | 1      | 2     |
| 19   | Chine                             | 0  | 0      | 2      | 2     |
| 20   | Finlande                          | 0  | 0      | 1      | 1     |
| 20   | Italie                            | 0  | 0      | 1      | 1     |
| 20   | Norvège                           | 0  | 0      | 1      | 1     |
| 20   | Pologne                           | 0  | 0      | 1      | 1     |
| 20   | Ukraine                           | 0  | 0      | 1      | 1     |

### Dames
| Rang | Nation             | Or | Argent | Bronze | Total |
| ---- | ------------------ | -- | ------ | ------ | ----- |
| 1    | États-Unis         | 26 | 21     | 24     | 71    |
| 2    | Norvège            | 10 | 1      | 2      | 13    |
| 3    | Allemagne de l'Est | 9  | 8      | 2      | 19    |
| 4    | Japon              | 9  | 4      | 6      | 19    |
| 5    | Autriche           | 7  | 17     | 12     | 36    |
| 6    | Russie             | 7  | 6      | 7      | 20    |
| 7    | Hongrie            | 7  | 1      | 3      | 11    |
| 8    | Royaume-Uni        | 6  | 9      | 7      | 22    |
| 9    | Canada             | 4  | 5      | 4      | 13    |
| 10   | Pays-Bas           | 4  | 1      | 3      | 8     |
| 11   | Corée du Sud       | 2  | 3      | 2      | 7     |
| 12   | Tchécoslovaquie    | 2  | 0      | 3      | 5     |
| 13   | Allemagne          | 1  | 8      | 4      | 13    |
| 14   | France             | 1  | 4      | 2      | 7     |
| 15   | Italie             | 1  | 2      | 4      | 7     |
| 16   | Suisse             | 1  | 2      | 0      | 3     |
| 17   | Chine              | 1  | 1      | 2      | 4     |
| 18   | Ukraine            | 1  | 0      | 0      | 1     |
| 19   | Suède              | 0  | 2      | 5      | 7     |
| 20   | Union soviétique   | 0  | 2      | 1      | 3     |
| 21   | Finlande           | 0  | 0      | 2      | 2     |

### Couples
| Rang | Nation             | Or | Argent | Bronze | Total |
| ---- | ------------------ | -- | ------ | ------ | ----- |
| 1    | Union soviétique   | 24 | 19     | 8      | 51    |
| 2    | Allemagne          | 17 | 9      | 10     | 36    |
| 3    | Canada             | 11 | 7      | 11     | 29    |
| 4    | Russie             | 9  | 9      | 8      | 26    |
| 5    | Autriche           | 7  | 13     | 7      | 27    |
| 6    | Chine              | 5  | 8      | 5      | 18    |
| 7    | Hongrie            | 5  | 3      | 5      | 13    |
| 8    | France             | 4  | 1      | 1      | 6     |
| 9    | Finlande           | 3  | 4      | 0      | 7     |
| 10   | Royaume-Uni        | 3  | 3      | 5      | 11    |
| 11   | États-Unis         | 2  | 6      | 17     | 25    |
| 12   | Belgique           | 2  | 0      | 1      | 3     |
| 13   | Allemagne de l'Est | 1  | 6      | 6      | 13    |
| 14   | Tchéquie           | 1  | 0      | 0      | 1     |
| 15   | Tchécoslovaquie    | 0  | 2      | 1      | 3     |
| 16   | Suède              | 0  | 1      | 3      | 4     |
| 17   | Norvège            | 0  | 1      | 2      | 3     |
| 18   | Suisse             | 0  | 1      | 0      | 1     |
| 19   | Japon              | 0  | 0      | 1      | 1     |
| 19   | Pologne            | 0  | 0      | 1      | 1     |

### Danse
| Rang | Nation           | Or | Argent | Bronze | Total |
| ---- | ---------------- | -- | ------ | ------ | ----- |
| 1    | Royaume-Uni      | 17 | 10     | 8      | 35    |
| 2    | Union soviétique | 16 | 15     | 8      | 39    |
| 3    | Russie           | 12 | 6      | 5      | 23    |
| 4    | France           | 7  | 6      | 5      | 18    |
| 5    | Canada           | 4  | 11     | 13     | 27    |
| 6    | Tchécoslovaquie  | 4  | 0      | 0      | 4     |
| 7    | États-Unis       | 2  | 12     | 21     | 35    |
| 8    | Bulgarie         | 2  | 1      | 1      | 4     |
| 8    | Italie           | 2  | 1      | 1      | 4     |
| 10   | Hongrie          | 1  | 1      | 1      | 3     |
| 11   | Allemagne        | 0  | 4      | 2      | 6     |
| 12   | Finlande         | 0  | 1      | 1      | 2     |
| 13   | Israël           | 0  | 0      | 1      | 1     |
| 13   | Lituanie         | 0  | 0      | 1      | 1     |
| 13   | Ukraine          | 0  | 0      | 1      | 1     |

### Totaux
| Rang | Nation               | Or | Argent | Bronze | Total |
| ---- | -------------------- | -- | ------ | ------ | ----- |
| 1    | États-Unis           | 57 | 63     | 83     | 203   |
| 2    | Union soviétique     | 44 | 42     | 24     | 110   |
| 3    | Autriche             | 36 | 46     | 34     | 116   |
| 4    | Canada               | 35 | 37     | 37     | 109   |
| 5    | Russie               | 33 | 26     | 27     | 86    |
| 6    | Royaume-Uni          | 28 | 30     | 24     | 82    |
| 7    | Allemagne            | 16 | 20     | 20     | 56    |
| 8    | France               | 16 | 19     | 18     | 53    |
| 9    | Suède                | 15 | 7      | 11     | 33    |
| 10   | Japon                | 13 | 17     | 13     | 43    |
| 11   | Hongrie              | 13 | 7      | 15     | 35    |
| 12   | Allemagne de l'Est   | 12 | 16     | 12     | 40    |
| 13   | Norvège              | 10 | 2      | 5      | 17    |
| 14   | Tchécoslovaquie      | 9  | 5      | 5      | 19    |
| 15   | Chine                | 8  | 11     | 9      | 28    |
| 16   | Allemagne de l'Ouest | 6  | 12     | 7      | 25    |
| 17   | Suisse               | 4  | 4      | 2      | 10    |
| 18   | Pays-Bas             | 4  | 1      | 3      | 8     |
| 19   | Finlande             | 3  | 5      | 3      | 11    |
| 20   | Italie               | 3  | 3      | 6      | 12    |
| 21   | Corée du Sud         | 2  | 2      | 2      | 6     |
| 22   | Belgique             | 2  | 1      | 1      | 4     |
| 22   | Bulgarie             | 2  | 1      | 1      | 4     |
| 24   | Espagne              | 2  | 0      | 2      | 4     |
| 25   | Ukraine              | 1  | 0      | 2      | 3     |
| 26   | Tchéquie             | 1  | 0      | 0      | 1     |
| 27   | Kazakhstan           | 0  | 2      | 1      | 3     |
| 28   | Pologne              | 0  | 0      | 2      | 2     |
| 29   | Israël               | 0  | 0      | 1      | 1     |
| 29   | Lituanie             | 0  | 0      | 1      | 1     |